# شهرستان مدینا (تگزاس)
شهرستان مدینا (به انگلیسی: Medina County) نام یک شهرستان در ایالت تگزاس در آمریکا است.
دریاچه مدینا در این شهرستان قرار دارد.

## نگارخانه

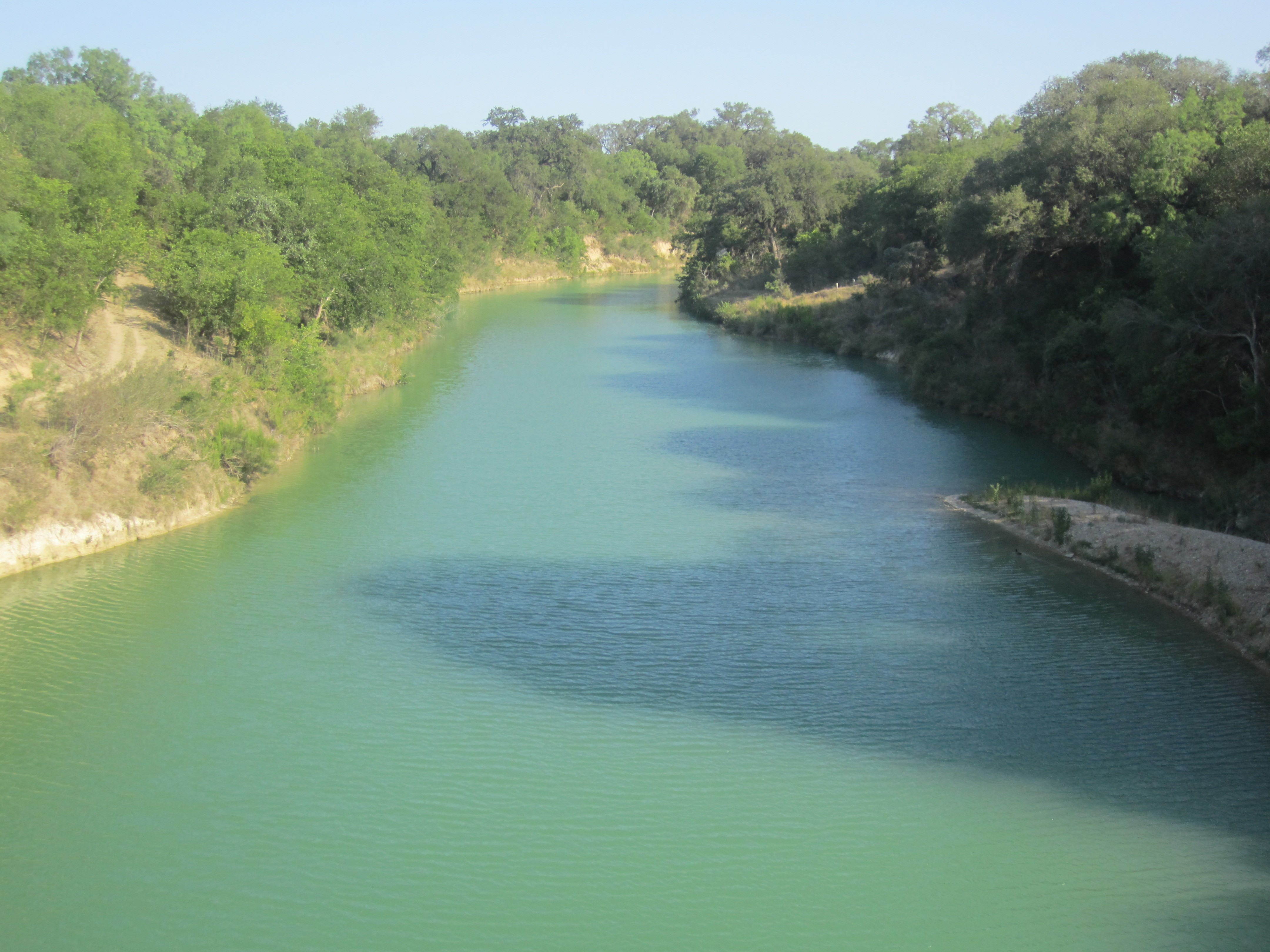
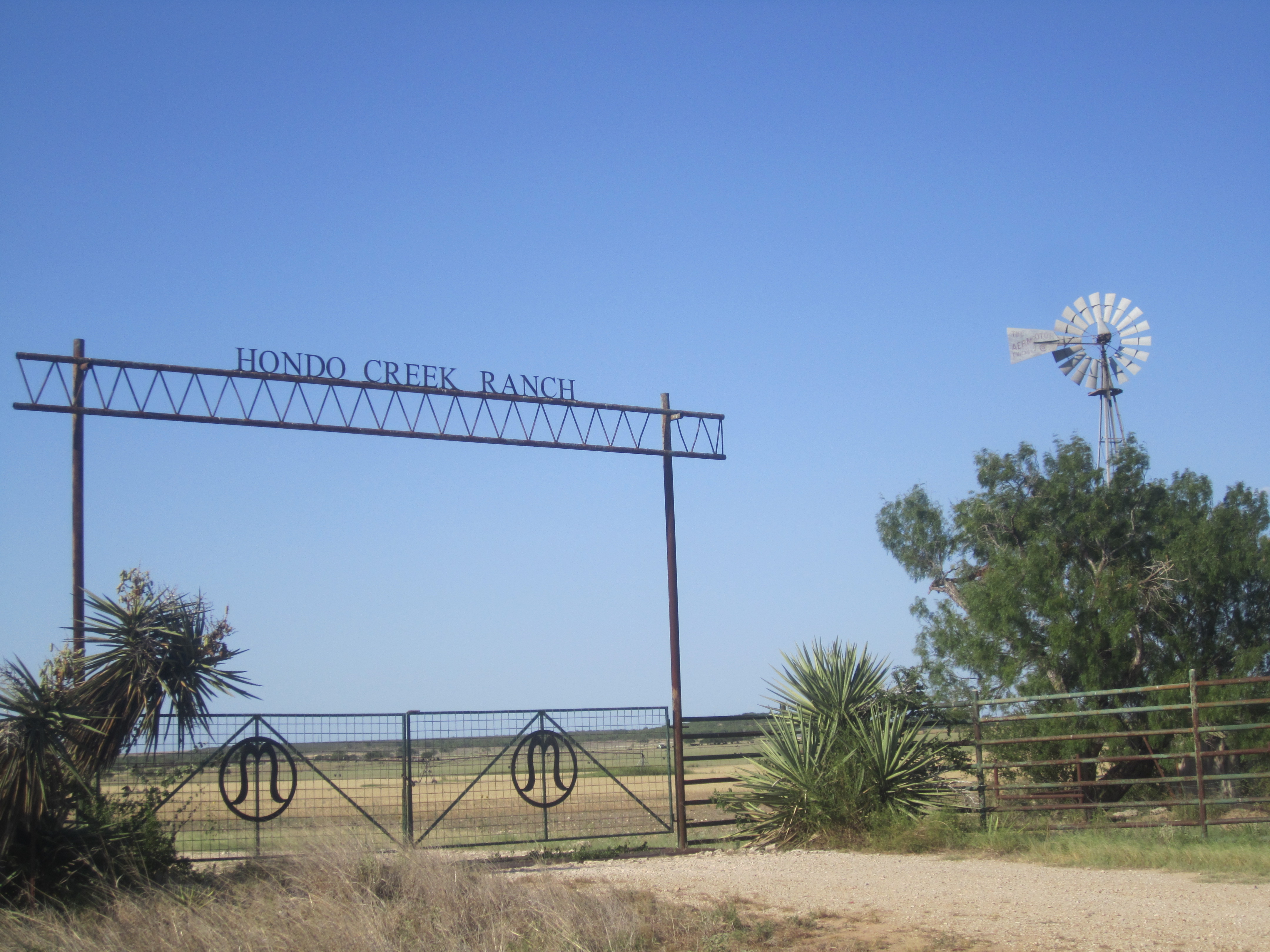
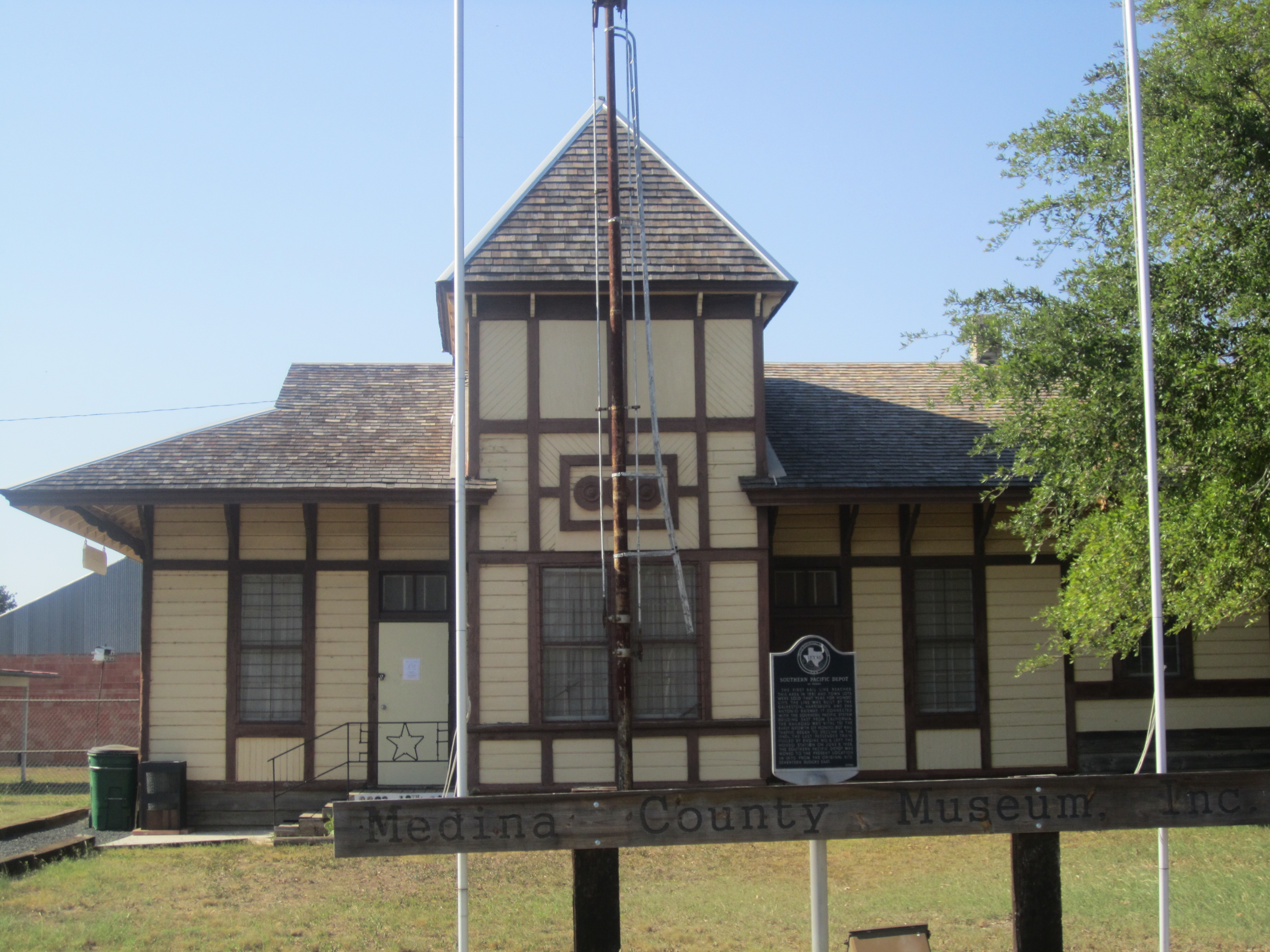
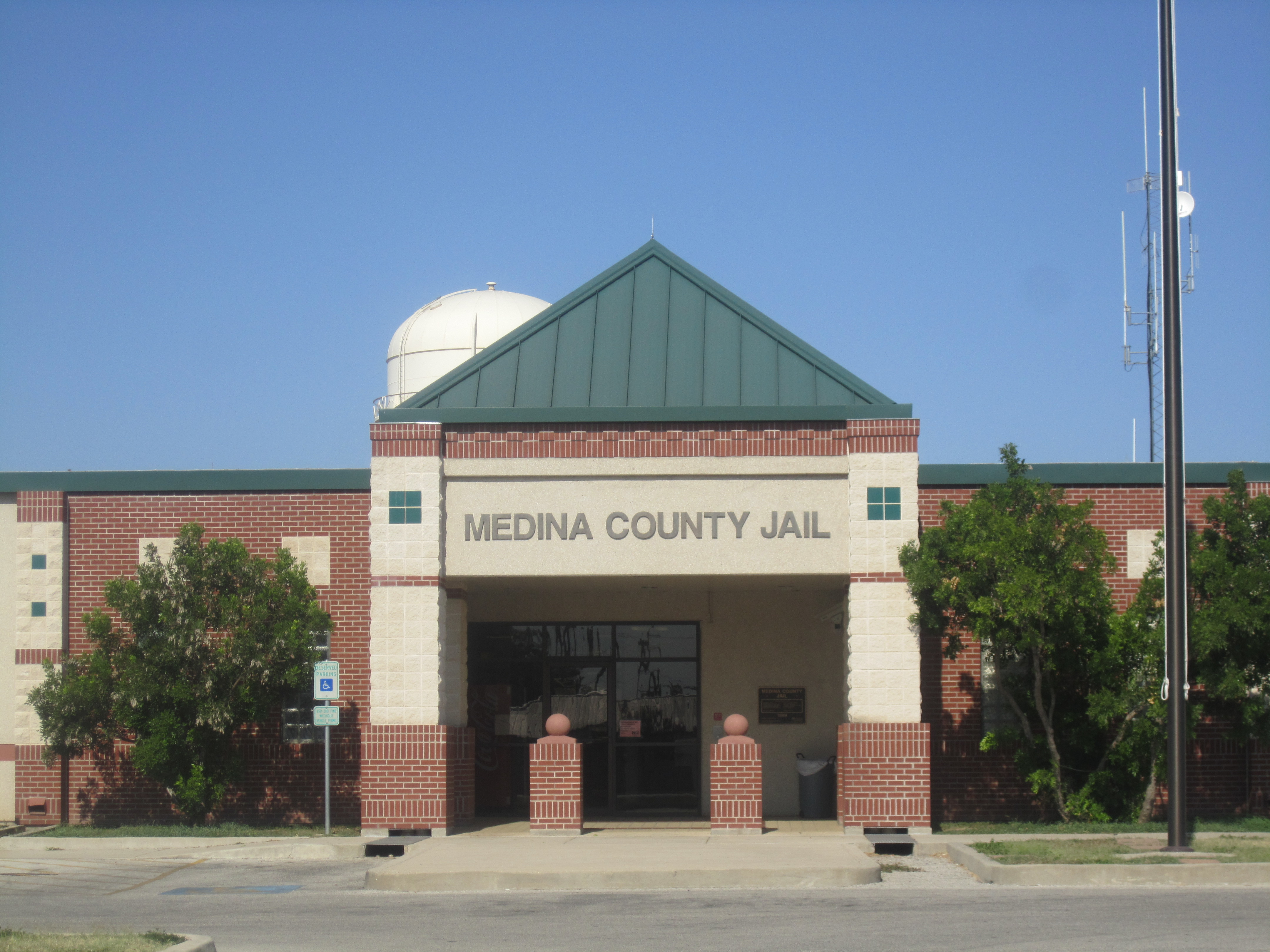
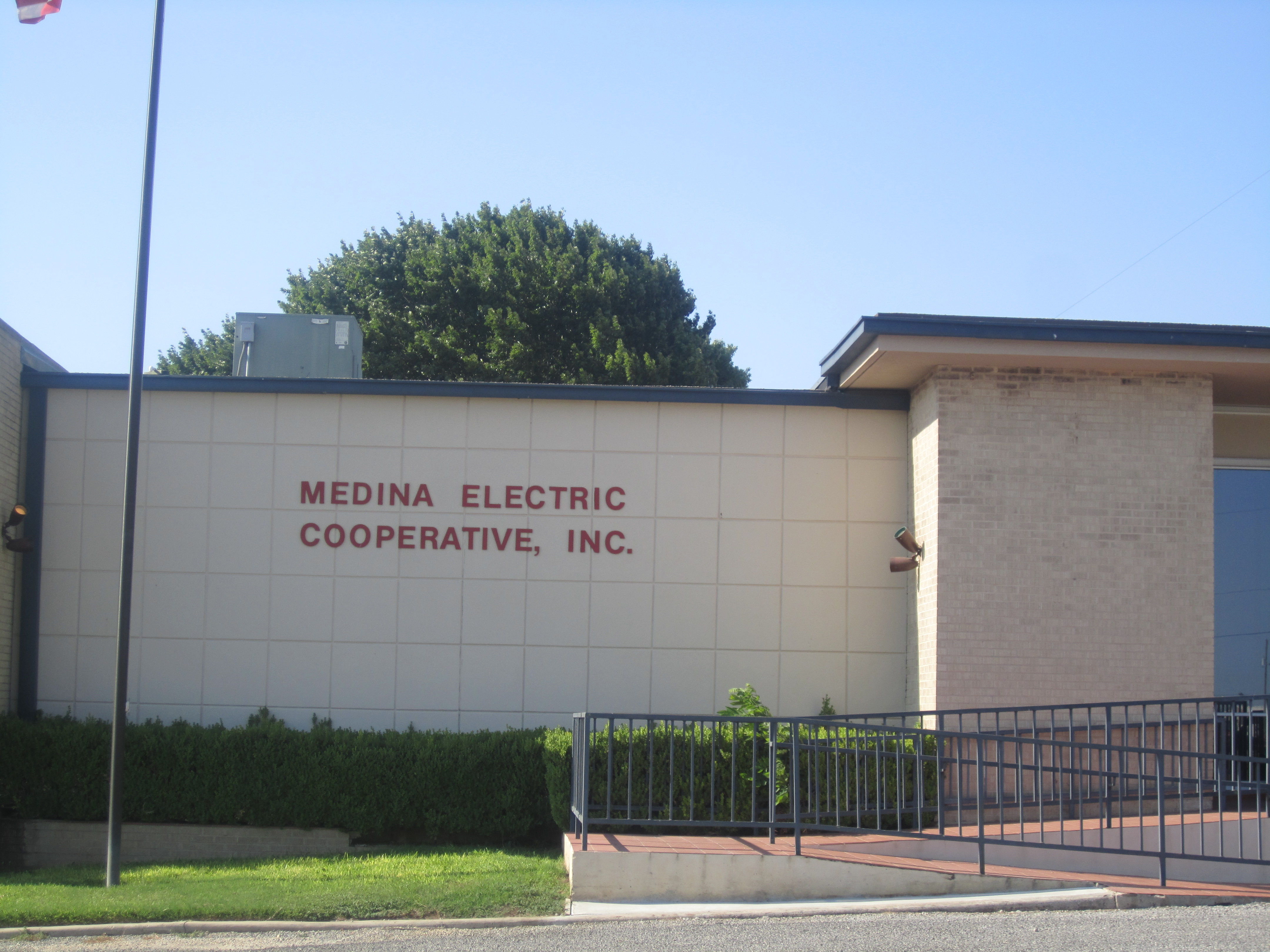
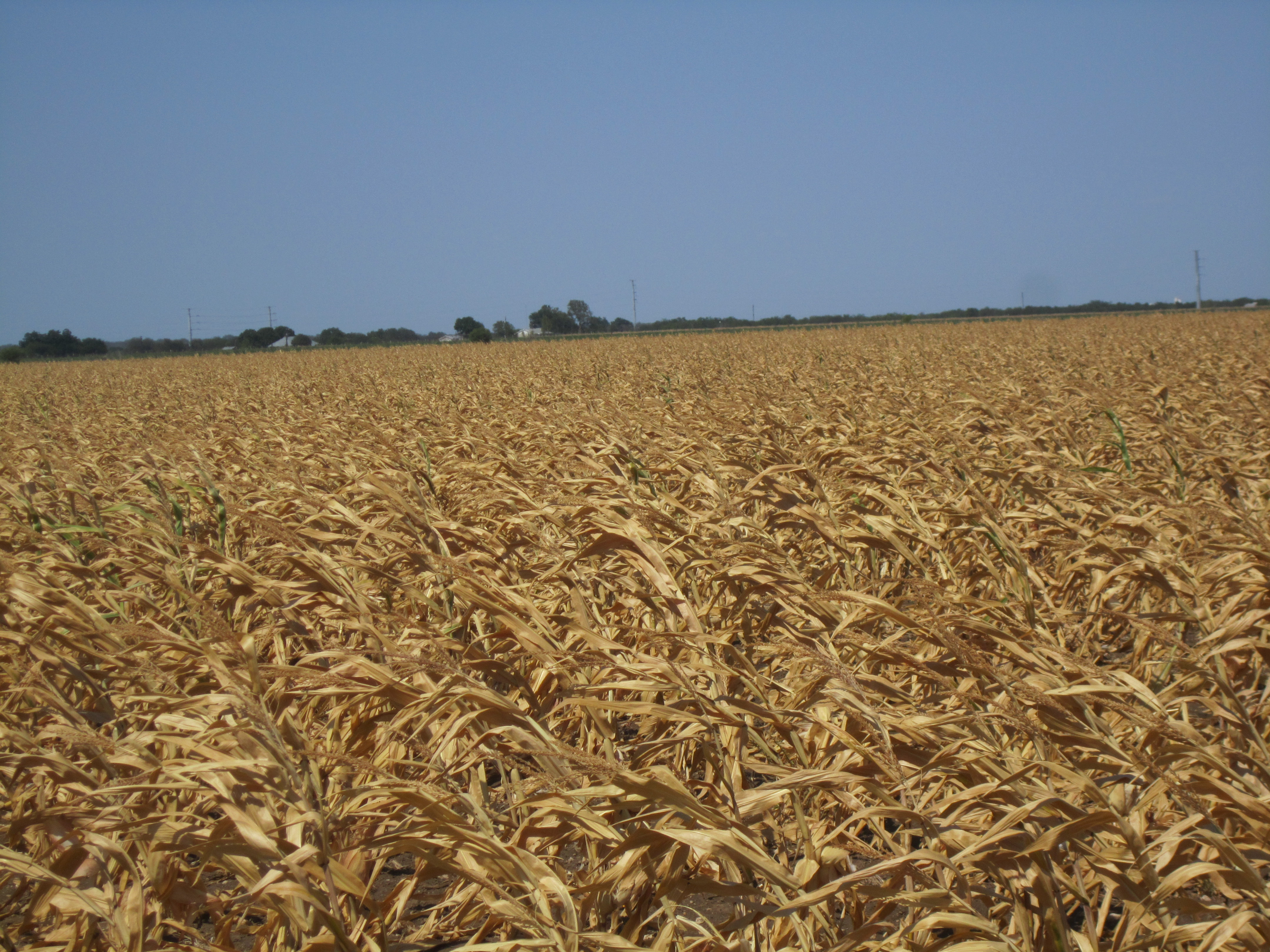
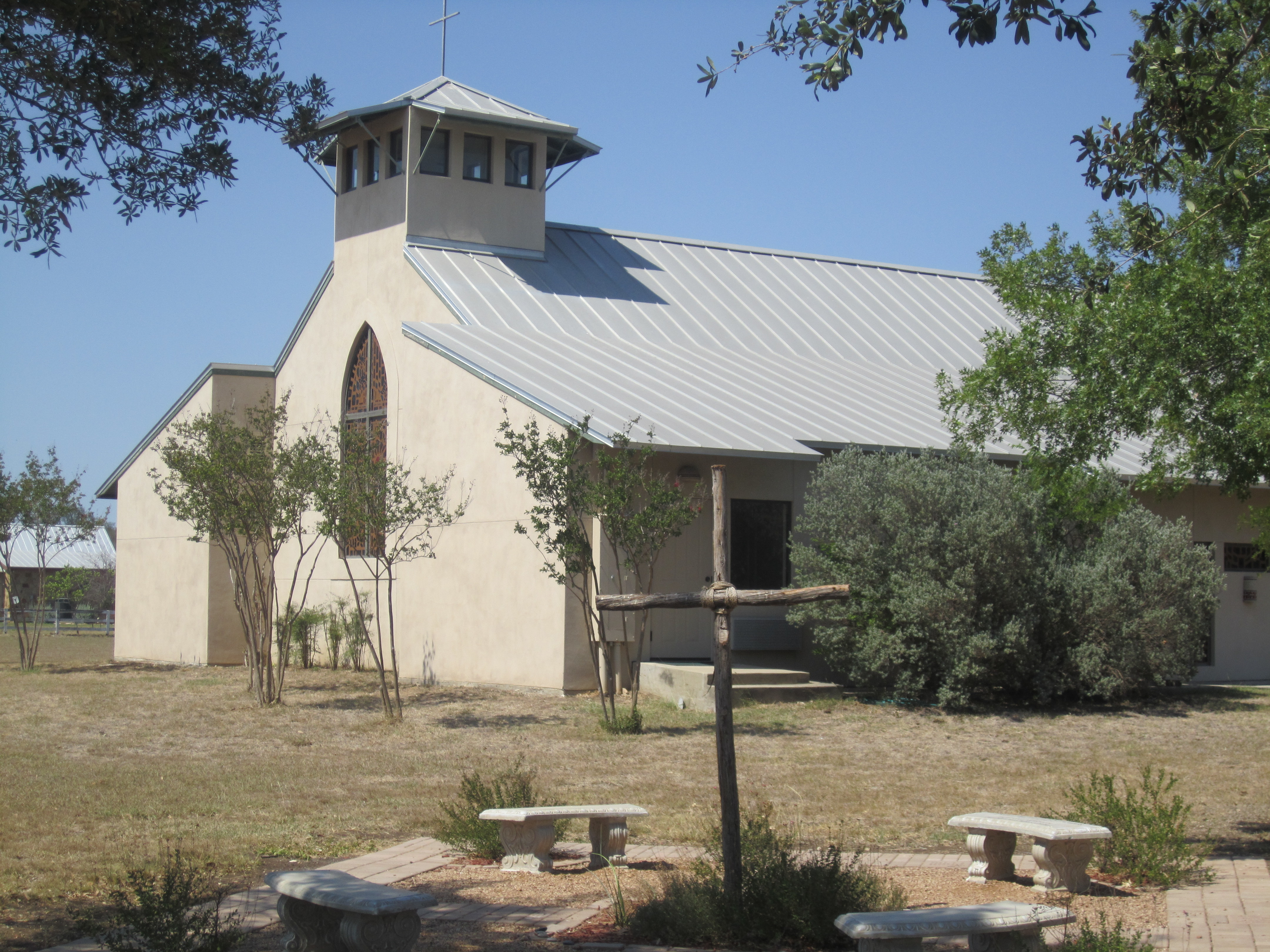